# Friedrich von Beck-Rzikowsky
Friedrich Ludwig Georg Ignaz von Beck-Rzikowsky gróf (Freiburg im Breisgau, Badeni Nagyhercegség, ma: Baden-Württemberg, 1830. március 21. – Bécs, 1920. február 9.) német származású katonatiszt, katonai térképész, cs. és kir. vezérezredes, 1881–1906 között az Osztrák–Magyar Monarchia vezérkari főnöke.

## Élete

### Származása, ifjúkora
Friedrich von Beck-Rzikowsky 1830-ban az elő-ausztriai Freiburg im Breisgau városában született, amely ebben az időben a Badeni Nagyhercegség része, a Freiburgi Érsekség (Erzbistum Freiburg) székvárosa volt (ma: Baden-Württemberg tartományhoz tartozik). Elő-Ausztria 1815-ig a Habsburg Birodalom birtoka volt. Mint lojális Habsburg-alattvaló, Beck-Rzikowsky 1846-ban belépett az Osztrák Császárság hadseregébe.

### Katonai pályájának kezdete
Hadnagyként, majd főhadnagyként szolgált a gyalogságnál, a katonai felderítőknél, és a haderő akkori vezérkaránál, a „főkvártélymesteri stábnál”. Harcolt az császári hadseregnek az 1848–1849-es magyar forradalom és szabadságharc ellen indított hadjárataiban. 1849-ben az olasz nemzeti felkelők és az őket támogató Károly Albert szárd–piemonti király hadserege ellen vonuló Radetzky tábornagy hadseregében szolgált, több csatában harcolt. Részt vett a Brescia bevételét eredményező rohamban.
1850-ben ismét hadba vonult, amikor Ausztria mozgósította haderejét, és csapatokat vont össze Csehországban. A háborús fenyegetés Poroszországot ekkor még meghátrálásra késztette, és hozzájárult a Német Szövetség újjáalakításához. Ezt követően Beck-Rzikowsy visszatért bécsi helyőrségébe, ahol parancsnokként éberen őrködött, hogy csírájában fojthasson el minden forradalmi mozgolódást.
A német államokban és Ausztriában 1859-ben alakították az első, korszerű értelemben vett felsőfokú tisztképző intézményeket, a Hadiiskolákat (Kriegsschule). Beck-Rzikowsky az elsők között jelentkezett, és felvételt nyert az új szervezésű bécsi Hadiiskolára. 1854-ben kiemelkedő eredménnyel végzett, és vezérkari századossá nevezték ki.
Rögtön ezután, 1854 októberében a Moldvába és a Havasalföldi Fejedelemségbe vezényelték, megszállási feladatokkal. A két fejedelemséget a krími háború elején, még 1853-ban megszállta az orosz cári hadsereg. Ausztria 1854 júniusában fenyegetőleg lépett fel, az oroszok kivonultak a két román fejedelemségből, helyükre az osztrák hadsereg vonult be. Harci cselekményekre nem került sor, de az orosz határon összevont 300 000 főnyi osztrák haderő jelentős orosz erőket tartott lekötve, így végső fokon hozzájárult Oroszország háborús vereségéhez. A megszállt területeken kitört kolerajárvány így is több, mint 30 000 császári katona pusztulását okozta. Az 1848–49-es magyar szabadságharc leverésében nyújtott jelentős orosz fegyveres segítség miatt Oroszországnak lekötelezett osztrák kormány „hálátlan” viselkedése az orosz-osztrák viszony súlyos megromlásához vezetett.
1857-ben Magyarországra vezényelték, ahol a Délvidéken katonai felmérést és térképészeti expedíciót vezetett. Emiatt nem vehetett részt a rövid montenegrói háborúban. Ezután teljes figyelmével a következő várható háborúra készült, amelyet az olasz nemzeti egységtörekvéseket irányító Szárd–Piemonti Királyság és annak szövetségese, a Francia Császárság ellen kellett megvívni. Kérelmét elfogadva kinevezték Sigismund von Reischach altábornagy I. tartalék-lovashadtestében (a korábbi XIII. hadtestben) az egyik hadosztálytörzs vezetőjévé (azaz a hadosztály vezérkari főnökévé). Mint a hadműveletek tervezéséért felelős vezető, észlelte hogy a hadszíntérről, Piemontról nem rendelkeznek használható térképekkel. Személyesen járta a könyvesboltokat és könyvtárakat, ilyenek után kutatva.
Hadosztályával együtt bátran harcolt az 1859-es szárd háború lombardiai csatáiban. A közlekedési hálózat összeomlása miatt június 4-én késve érkezett a nagy jelentőségű magentai csata helyszínére. Bár szerepe a csata kimenetelére nem volt döntő, katonái bátran harcoltak, maga Beck-Rzikowsky százados is súlyosan megsérült (térdlövést kapott). A csata osztrák vereséggel és visszavonulással végződött. Sérülése miatt Beck-Rzikowsky a háború további küzdelmeiben nem vehetett részt, így a döntő solferinói ütközetben sem, amely az osztrák haderő véres és katasztrofális vereségével végződött. A solferinói csatamezőn az ellátatlan sebesültek szenvedésének látványa leplezetlenül megmutatta a modern katonaorvosi szolgálat hiányát, és ez késztette Jean-Henri Dunant-t és társait, hogy kezdeményezzék a Nemzetközi Vöröskereszt megszervezését.

### Készülődés a poroszok ellen
1860-ban Beck-Rzikowsky, már őrnagyi rangban Frankfurtba utazott, a Német Szövetség katonai bizottságához. Itt együtt dolgozott Ausztriának a német szövetségi hadsereghez delegált küldöttével, báró Leopold Rzikowsky von Dobrzicz tábornokkal. Szembesült az osztrákok és a poroszok közötti rejtett háborús készülődéssel. Ausztria volt a Német Szövetségi Tanács és az egyesített haderő hivatalos vezetője, de a poroszok mindkét státusra igényt formáltak. 1861-ben Beck-Rzikowskynak módja nyílt megismerni porosz ellenlábasait is, amikor együttesen járták be a vasúti hálózatot a nyugati német területeken, hogy eldöntsék, milyen fejlesztések szükségesek Poroszország legjobban fenyegetett rajnai tartományaiban, a francia hadsereg inváziójára számítva.
Beck-Rzikowsky századosra nagy hatást tett az energikus és jól felépített porosz hadszervezés. Példaképének tekintette Helmuth Karl Bernhard von Moltke tábornokot annak ellenére, hogy utóbb ő vezette a porosz csapatokat Ausztria ellen. 1861-ben őrnaggyá léptették elő. 1862-es jelentésében sürgette, hogy Ausztria kössön hivatalos katonai szövetséget a Hannoveri Királysággal, és állomásoztasson német szövetségi (azaz valójában osztrák) csapatokat az Elba és a Weser folyók mentén. Beck-Rzikowsky terve szerint ezek a csapatok gyors válaszcsapásra lettek volna képesek egy francia invázió esetén, egyben megosztották volna a porosz haderőt, ha Berlin mégis Ausztria elleni csapásra készülne. A porosz–osztrák háború későbbi eseményei igazolták Beck-Rzikowsky tézisét. A hannoveri csapatok meglepetésszerű győzelme a poroszok felett 1866. június 27-én Türingiában, a langensalzai csatában megmutatta, mennyire másként alakulhatott volna a porosz–osztrák háború, ha ütőképes osztrák haderő állt volna az Elbánál.
Beck-Rikowskyt 1862-ben kinevezték Heinrich von Hess báró tábornagy (1788–1870) szárnysegédjévé. Hess tábornagy, az 1860-ban leváltott vezérkari főnök ebben az időben a darabont testőrség parancsnokának tisztségét viselte. 1864-ben a német–dán háború idején kinevezték összekötő tisztnek Ludwig Karl Wilhelm von Gablenz tábornok mellé. A Német Szövetség egyesített hadereje győzött, Dánia Schleswig és Holstein tartományai átmenetileg közös (német és osztrák) igazgatás alá kerültek. Hazatérésekor Beck-Rzikowsky, aki jól ismerte Moltke gondolkodását, jelentette, hogy Poroszország mindkét tartományt be fogja kebelezni. 1866-ban valóban ez történt.

### A porosz–osztrák–olasz háború
1865-ben Beck-Rzikowsky őrnagyot alezredessé léptették elő, és Ferenc József császár főszárnysegédi hivatalához (Generaladjutantur) helyezték. 1866-ban, a porosz–osztrák háború előtt Ferenc József személyes megbízottjaként dolgozott a vezérkarban. Személye e ténykedés során vált először széles körben ismertté. A hadügyminisztérium megbízta, készítsen haditervet egy Poroszország elleni háborúra. Beck-Rzikowsky biztosra vette, hogy Moltke Csehországon keresztül fog támadni, és az osztrák hadsereget Gitschen (ma: Jičín) környékén javasolta összevonni. Szászország vezetőit, a királyt és Beust miniszterelnököt meggyőzte, hogy országuk álljon Ausztria oldalára a háborúban. Benedek Lajos táborszernagyot, az Északi Hadsereg parancsnokát arra ösztönözte, vonuljon Jičín felé, a porosz hadsereg elé. Benedek tábornok vezérkari főnöke, Henikstein altábornagy és hadműveleti főnöke, Krismanic tábornok véleménye szerint azonban a csapatokat Morvaországban kell összevonva tartani, egy Szilézia felől jövő porosz támadás esetére. Ezt semmi sem valószínűsítette, de ez volt a poroszok legrövidebb útja, ezt vették alapul. Beck-Rzikowskynak lett igaza: 1866-ban Moltke elfoglalta Szászországot és június végén Csehországon keresztül támadt Ausztriára. Két porosz hadsereg egyesült Jičínnél, Königgrätz (ma: Hradec Králové) közelében, hogy Bécs ellen vonuljanak.
Benedek táborszernagy azonnali békekötést javasolt az uralkodónak, de Ferenc József döntő ütközet megvívását kívánta. Az osztrák hadsereg 1866. július 2-án a königgrätzi csatában súlyos vereséget szenvedett. Beck-Rzikowsky ekkor meggyőzte Benedek tábornokot, hogy az Északi Hadsereget vonja ki Morvaországból, és Bécstől északra vonja össze. Ezzel megelőzte, hogy a Csehország) és Szilézia felől előrenyomuló poroszok felmorzsolják az osztrák hadsereget. Az osztrák haderő még mindig hatalmas erőt képviselt, de a politikusok között pánik tört ki. Legendák születtek egy készülődő magyar felkelésről. (A korabeli, de a mai osztrák történészek is gyakran a képzelt magyar lázadást okolják a königgrätzi katasztrófáért). Ferenc József megalázó fegyverszünetet kényszerült kötni 1866. július 22-én Nikolsburgban. A Szász Királyságot Bismarck kancellár bekényszerítette a porosz irányítású Északnémet Szövetségbe. A bukott szász miniszterelnököt, Beustot a császár kinevezte Ausztria kancellárjává és külügyminiszterévé. Beck-Rzikowskyt 1866 júliusában ezredessé léptették elő. A katonai vereségért a parancsnokló tábornokokat (köztük Benedeket és Heniksteint is) hadbíróság elé állították. A császár utasítására leállították az eljárásokat, de a megvádolt katonai vezetők sohasem tisztázhatták magukat.

### Szerepe az osztrák–magyar kiegyezésben
A porosz–osztrák háború után nehéz volt olyan személyt találni, aki a magyar politikusokkal a hadsereg képviseletében tárgyaljon. Albert főherceg tábornagy, a haderő főparancsnoka közismert volt magyarellenességéről. Az 1866-ban kinevezett hadügyminisztert Franz von John bárót (1815–1876), aki egyben a haderő vezérkari főnöke is volt, a szétvert hadsereg megmentése foglalta le. A haderő képviseletét így Beck-Rzikowsky ezredesre bízták, az uralkodó személyes küldöttére, akihez nem kapcsolódott magyarellenes érzület (magyar szabadságharc leverése után Itáliában harcolt, miközben Albert főherceg Magyarország katonai kormányzójaként Pest-Budán a legszigorúbb katonai elnyomó intézkedéseket foganatosította).
Beck-Rzikowsky ezredes segített tető alá hozni a kompromisszumos haderő-megállapodást, amely egyesítette a két ország fegyveres erőit és a két nemzet milíciáit, a közös haderő, a Magyar Honvédség és az osztrák Landwehr szervezeteiben. 1867-ben, az Osztrák–Magyar Monarchia megalakulása után őt nevezték ki az uralkodó Katonai Irodájának (Militärkanzlei) vezetőjévé.

### Harcban az osztrák–magyar haderő reformjáért
Beck-Rzikowsky – porosz mintára – be akarta vezetni az általános sorkötelezettséget, de az 1868-ban kinevezett új hadügyminiszter, a tehetséges és ambiciózus báró Franz Kuhn von Kuhnenfeld tábornagy (1817–1896) hevesen ellenezte a porosz rendszert, ami a vezérkart függetlenítette volna a Hadügyminisztériumtól. Kuhn sorra szüntette meg az osztrák vezérkar jogosítványait, végül 1868. január 15-én megszüntette Albert főherceg főhadparancsnoki beosztását, helyette a haderő főfelügyelőjévé minősítette át, ami a Hadügyminisztérium alá rendelt tisztség volt.
Ezen a ponton Beck-Rzikowsky szövetségest talált Albert főhercegben. Az ezredes egyetértett a vezérkar elavult bürokráciájának megnyirbálásával, de nem fogadhatta el, hogy ezután a Hadügyminisztérium bürokratái diktáljanak a vezérkarnak. Kuhn erőteljesen haladt reformjaival, de az 1870-es porosz–francia háború idején megmutatkoztak az új hadszervezés gyenge pontjai. Kuhn teljes mozgósítást követelt nemcsak Poroszország, hanem Oroszország ellen is, akit a poroszok szövetségesének tekintett, és orosz támadástól tartott, ha Ausztria megsegítené Franciaországot. A hatalmasra duzzasztott minisztériumi szervezet azonban még egy részleges mozgósítást sem tudott végrehajtani, káosz keletkezett. Az uralkodó megütközéssel fogadta a Kuhn követeléseit, amelyekkel egy még nem is létező hatalmas hadsereget akart mozgatni. A francia haderő közben igen gyenge teljesítményt mutatott, és katasztrofális vereséget szenvedett a poroszoktól. Ezt – és az osztrák mozgósítás kudarcát – látva, az osztrák kormány a konfliktustól való távolmaradás mellett döntött.
Beck-Rzikowsky vezérőrnagy (Albert főherceg támogatásával) folyamatosan beadványokkal bombázta az uralkodót, követelve a vezérkar önállóságának helyreállítását. A haderőt átszervező Kuhn hadügyminiszter még 1874-ig posztján maradt, de nyilvánvaló volt, hogy a munkát másnak kell befejeznie. 1873 májusában Beck-Rzikowskyt vezérőrnaggyá léptették elő. 1874-ben kinevezték a császár főszárnysegédjévé (Generaladjutant). Mindkét tisztséget 1881 júniusáig, vezérkari főnöki kinevezéséig viselte. Ezzel egyidejűleg megkapta a titkos tanácsosi méltóságot is (Geheimrat).
1874-ben Kuhn hadügyminiszter lemondott, helyére Alexander von Koller bárót, a volt csehországi főkormányzót nevezték ki, Albert főherceg ajánlásával. Franz von John báró altábornagynak felajánlották a vezérkari főnökséget, ami a nézetek különbsége miatt sok konfliktussal járt, de végül Koller hadügyminiszter és John vezérkari főnök együttesen dolgozták ki a vezérkar és a minisztérium funkcióinak szétválasztását, Beck-Rzikowsky intencióinak megfelelően.

### Felkelések és háborúk a Balkánon
Ezekben az években Beck-Rzikowskyt a Balkánon zajló események is lekötötték. 1874 végén Montenegróban megöltek egy török diplomatát, az ország háborúba keveredett az Oszmán Birodalommal. Beck-Rzikowsky tervet dolgozott ki a Montenegróval szomszédos tartományok megszállására. Nyíltan hangoztatta meggyőződését, hogy a felkelők győzelme véget vetne a Dalmácia és az adriai tengerpart fölötti osztrák ellenőrzésnek. Jó diplomáciai érzékét mutatja, hogy 1875 végén rábeszélte Ferenc Józsefet, látogasson el Dalmáciába, amit Dalmácia, Montenegró és Bosznia szláv lakosságának hangulatára jó hatást tett.
Hamarosan Hercegovinában és Boszniában törtek ki felkelések, amelyeket az oszmán haderő véresen levert, tömegmészárlásokra is sor került. A bosnyákok segítségére induló szerbeket Belgrádig vetették vissza. Beck-Rzikowsky előre látta, hogy ezek a harcok egy nagyobb háborús konfliktus kirobbanásának előfutárai. Nem bízott az Oszmán Birodalomban élő szlávokban, de az ausztriai szláv lakosság szolidaritását a bécsi kormány javára kívánta fordítani. Koller hadügyminisztertől azt követelte, vonjon össze katonai erőt Dalmáciában, amely Boszniába vonulna be, felszabadítóként.
1876-ban a bolgárok is felkeltek az török megszállók ellen. A tömegmészárlások miatt Oroszország is hadat üzent, kitört az újabb orosz–török háború. Az Osztrák–Magyar Monarchia egész déli határa veszélybe került. John altábornagy vezérkari főnök 1876-ban elhunyt, helyére Anton von Schönfeld báró altábornagy került), Koller hadügyminiszter is lemondott, helyére Arthur Maximilian von Bylandt-Rheydt táborszernagyot nevezték ki. A veszélyes és bonyolult politikai helyzetben az „új fiúk” tehetetlenek voltak, Beck-Rzikowsky és Albert főherceg vették át a parancsnokságot.
1877 tavaszán és nyarán az orosz haderő Románián és Bulgárián keresztül győzelmesen nyomult előre, Bosznia elfoglalása elkerülhetetlennek tűnt. Plevna elhúzódó ostroma azonban megakasztotta az oroszokat, a frontok megmerevedtek. Beállt a tél, a mozgósított osztrák–magyar csapatok még mindig ott álltak a Monarchia török és szerb határain. Beck-Rzikowsky mérlegelni kezdte az oroszok kijátszásának és egy ellenük indítandó háborúnak esélyeit.
Elemzése szerint a Monarchiának ekkor Oroszországgal, Romániával, Szerbiával, Montenegróval és Olaszországgal kellene egyidejűleg megütköznie, a frontvonal Krakkótól a tiroli Stilfser-hágóig húzódna. Úgy ítélte meg, a cs. és kir. haderő ehhez nem elég erős. Ezért gróf Andrássy Gyula külügyminisztert kérte fel, tárgyaljon az oroszokkal. Andrássy követelte az orosz győzelem nyomán kicsikart San Stefanó-i békeszerződés módosítását, az oroszbarát Bulgária területének csökkentését. Bismarck német kancellár támogatásával a berlini kongresszus az Oszmán Birodalom számára kedvezőbb területi és politikai rendezést fogadott el, megnyugtatva Nagy-Britannia és a Monarchia kormányait.

### Bosznia és Hercegovina okkupációja
Az 1878-as berlini kongresszus határozatai jogot adtak Ausztria–Magyarországnak, hogy – a rend helyreállítása és a béke fenntartása céljából – elfoglalja és megszállja Boszniát és Hercegovinát. Beck-Rzikowskyt 1878 májusában altábornaggyá (Feldmarschallleutnant) léptették elő, és titkos katonai megbízatással a megszállt Boszniába küldték. Ennek sikeres végrehajtása után bárói (Freiherr) rangra emelték. Megbízást kapott, hogy dolgozza ki a megszálló akció költségeit. Ő – a Hadügyminisztérium és Albert főherceg megkérdezése nélkül – meghatározta az elsődleges célpontokat is. Beck-Rzikowsky jól tudta, hogy az osztrák–magyar haderőnek kerülnie kell az elhúzódó gerillaháborút a helyi felkelőkkel. Philippovic táborszernagy (1818–1889) azt az utasítást kapta, hogy foglalja el a kulcsfontosságú városokat, és állítsa helyre a közrendet.
A hadsereg fellépését el kellett fogadtatni a Monarchia politikusaival is, ezért az akciót hivatalosan humanitárius célú békefenntartó missziónak minősítették. E fikció érdekében Beck-Rzikowsky korlátozott katonai kontingens bevetését javasolta, hogy az okkupáció ne tűnjék hódításnak. Ez súlyos hibának bizonyult.
Philippovic XIII. hadteste 1878. július 29-én lépte át Bosznia határát, de hamarosan összeütközésbe kerültek a felkelőkkel, akik kerülték a nyílt összecsapást, de támadták a hátvédet és az utánpótlási vonalakat. Augusztus 19-én az osztrák-magyar erők elfoglalták Szarajevót, de a vidék a felkelők kezén maradt. A Dalmácia felől bevonuló Jovanovic tábornok csak több nap késéssel, augusztus 5-én érte el Mostart. Szapáry László lovassági tábornok (1831–1883) XX. hadteste Donja Tuzla előtt olyan erős ellenállásba ütközött, hogy békefenntartási és rendőri feladatra felkészült csapatai nem tudták elfoglalni a közeli Tuzlát. Védelmi állásokba vonulva meg kellett várniuk az erősítést. Az újonnan szervezett III. hadtesttel megerősítve Szapáry nagyon kemény harcokban áttört dél felé. Parancsnoki teljesítményéért 1879-ben megkapta a Katonai Mária Terézia-rend (MMThO) katonai keresztjét. Szapáry tábornok – akinek fia, Szapáry Frigyes később a Monarchia moszkvai nagykövete lett – sohasem heverte ki e hadjárat viszontagságait, 51 évesen hunyt el, aneurizma következtében.
Beck-Rzikovsky hamar belátta, hogy a korlátozott erő alkalmazása hibás döntés volt, amelyért politikai és katonai körökben is őt hibáztatták. Ráadásul Philippovich tábornok szarajevói parancsnoki ténykedése súlyos bajokat okozott. Muszlim- és magyarellenes attitűdje miatt a mind a helyi lakosság, mind saját magyar katonái gyűlölték, a magyar tisztek vonakodtak végrehajtani utasításait). 1878 októberében Beck-Rzikovsky altábornagy Szarajevóba utazott és rábeszélte Philippovicsot, hogy mondjon le beosztásáról. A városokon kívüli vidéket 150 000 katona beküldésével kezdték megszállni. A pacifikáció elhúzódása jelentősen rontotta a Monarchia nemzetközi tekintélyét. Végül 300 000 katona beküldésével sikerült rendet teremteni, 80 fegyveres összeütközés történt, a Monarchia vesztesége 5000 fő fölé emelkedett.
Bécsbe visszatérve Beck-Rzikowskyt bízták meg a megszállt tartományok megreformálásával. Felelős volt a háború utáni közigazgatás megszervezéséért, a két tartomány egyesítéséért. Egyelőre török tartományokként kezelték őket, a bekebelezés (annexió) majd 1908-ban következik be, a Monarchia új tartománya, Bosznia-Hercegovina ekkor kapja máig használt nevét. A „békefenntartó akció” költségei a Hadügyminisztérium eredeti becslésének többszörösére rúgtak, sőt jelentősen meghaladták Beck-Rzikowsky saját, titkos kalkulációját is. Wekerle Sándor pénzügyminiszter lemondott, mert gyanította, hogy a hatalmas méretű csapatmozgás valódi, eltitkolt célja valójában a görög Szaloniki elfoglalása. Ez a német sugallatra készült, szigorúan titkos haditerv merész, de irreális elképzelés volt, ilyen akció a nyugati nagyhatalmak azonnali hadüzenetét váltotta volna ki.

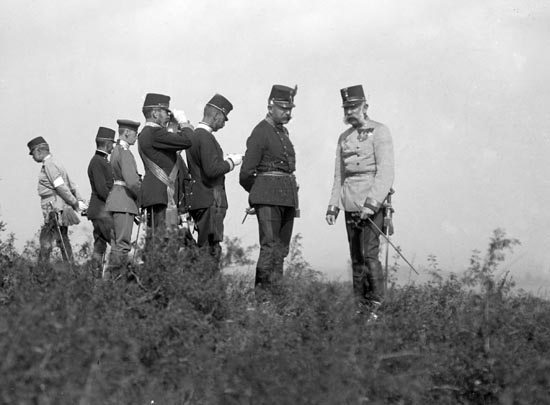
Ferenc József és Beck-Rzikowsky altbgy. egy csehországi hadgyakorlaton (1897).

### Vezérkari főnök és hadszervező
A boszniai háború és az azt követő konszolidáció mégis javította Beck-Rzikowsky altábornagy elismertségét a Monarchiában. 1878-tól őt tekintették az egyetlen alkalmas jelöltnek, aki a haderő reformját tető alá tudja hozni. A hadsereg boszniai gyenge szereplését a régi haderőszervezés hibáinak tudták be. 1881 márciusában a császár felajánlotta neki fel a vezérkari főnöki beosztást, az elbocsátásra szánt Anton von Schönfeld altábornagy helyett. Beck-Rzikowsky azt kérte, hogy a vezérkari főnöki poszt váljék önállóvá, a Hadügyminisztériumtól függetlenné. Ferenc József és Albert főherceg elfogadták feltételeit, mert úgy látták, hogy ő a megfelelő ember a posztra. Albert főherceg kikötötte, hogy háború idején teljes együttműködést vár Beck-Rzikowskytól, de békeidőben szabad kezet adott neki, hogy az altábornagy saját elképzelései szerint valósíthassa meg a haderő reformját.
1881. június 1-jén Beck-Rzikowskyt kinevezték az Osztrák–Magyar Monarchia fegyveres erőinek vezérkari főnökévé. Példátlanul hosszú ideig maradt beosztásában. Két és fél évtized alatt porosz mintára szervezte át a vezérkart, ahogy Moltke tábornoktól eltanulta. Sok konfliktusa támadt a többi miniszterrel. Volt, aki „poroszimádata” miatt (a háta mögött) német kémnek minősítette őt.
1882-ben a 47. gyalogezred tulajdonosa (azaz tiszteletbeli parancsnoka) lett. 1882-től intenzíven dolgozott a tisztképzés megújításán, amit minden további reform alappillérének tartott. Felismerte a terepen tartott, aktív hadgyakorlatok jelentőségét, szorgalmazta ezek megtartását és kiértékelését. A Birodalmi Hadgyakorlatok évről évre nagyobb méreteket öltöttek, 1884-től már rendszeresen hadtest-szintű erők operáltak egymás ellen. 1893-ban, 1895-ben és 1905-ben egész hadseregek manővereztek. A hatalmas méretű hadgyakorlatok valójában a mozgósítás gyakorlati próbái is voltak, bár rengeteg pénzbe kerültek, és nemzetközi politikai problémákat is okoztak a Monarchia szomszédaival, akik gyanakodtak a kiterjedt haderőmozgásokra, és saját biztonságukat féltve maguk is titkos mozgósításokat rendeltek el.
A porosz hatás nemcsak a Beck-Rzikowsky szervezeti reformjait jellemezte, hanem a katonai stratégiai tervezést is. 1879-től kezdve a titkos Kettős szövetség állt fenn Német Császárság és az Osztrák–Magyar Monarchia között, amely az Orosz Birodalom ellen irányult. Beck-Rzikowsky stratégiai együttműködést épített fel a németekkel. Hosszú hivatali ideje alatt számtalanszor utazott Berlinbe és Zossenbe (a porosz haderő nagy gyakorlóterére). Teljes áttekintést szerzett a porosz vezérkar mögött álló szervezetek működéséről, a hatékony mozgósítás és hadszervezés gyakorlatáról.
Beck-Rzikowsky példaképének tekintette a poroszokat, ellentétben Albert főherceggel, aki szenvedélyesen gyűlölte őket. Amikor Beck-Rzikowsky a németekkel együtt terveket dolgozott ki egy Oroszország elleni közös háborúhoz, a felháborodott Albert főherceg rávette az uralkodót, írja alá a Három császár szövetségét, nehogy a poroszok és az osztrákok túl messzire mehessenek. Ferenc József kezdetben osztotta Albert főhercegnek az Oroszország elleni háborútól való félelmeit, de 1881 végére engedett, és engedélyezte Beck-Rzikowskynak a tervezésben való részvételt.
Beck-Rzikowsky briliáns tervet dolgozott ki az első lépcsőben álló orosz erők megsemmisítésére a Kongresszusi Lengyelország területén. Az osztrák-magyar erők támadását Kelet-Galíciából, a németekét Kelet-Poroszországból indította. Ezt a tervet, amelyet az osztrák vezérkar sokkal jobban kifejlesztett, mint a német vezérkar a későbbi Schlieffen-tervet, 1906 után Beck-Rzikowsky utódja, Franz Conrad von Hötzendorf is magáénak vallotta, és 1914 augusztusában e haditervet szerint indultak meg a hadműveletek.
Beck-Rzikowsky és német kollégája, Alfred von Waldersee tábornagy, vezérkari főnök további haditerveket alkottak a legtöbb olyan háborús helyzetre, amely az 1879-es Kettős szövetség tagjainak beavatkozását igényelné. Waldersee tábornagy következetesen oroszellenes vonalat vitt, és mindvégig az Oroszország elleni háborút sürgette. Bismarck kancellár féken tudta őt tartani, de a kortársak úgy ítélték, a hamarosan trónra lépő II. Vilmos császár katonai nézeteire már erősen hatottak Waldersee tábornagy érvei.
Az 1880-as években Beck-Rzikowsky kidolgozta az osztrák-magyar haderő hadtestjeinek területi elosztását (Territorialisierung). Nézete szerint a költségek csökkenthetők és a kiképzés javítható, ha a sorkatonaságot saját tartományaikban állomásoztatják, mintha szétszórnák őket a Birodalomban, ahogy eddig szokásban volt. Albert főherceg – akiben élénken éltek az 1848–49-es forradalomban szerzett emlékei – hevesen ellenezte Beck koncepcióját, mondván, magyar katonák nem fognak lőni a magyar felkelőkre. Beck-Rzikowsky ezt a szempontot elhanyagolhatónak vélte, ő a költségeket akarta kézben tartani. Álláspontja szerint a következő háború inkább kívülről, mint belülről fenyegette a Monarchiát, belső forradalom csak katonai vereség esetén törhet ki. (Három évtizeddel később 1918 késő őszének eseményei megmutatták, mennyire igaza volt). Beck-Rzikowsky keresztülvette, hogy elvessék Albert főherceg fenntartásait, és elfogadják a hadtestek kiegészítésének területi elvét.
A Birodalmat – Albert főherceg követelésének megfelelve – 16 katonai közigazgatási kerületre (Corps)osztották fel, de Beck-Rzikowsky ezekhez hozzárendelte a hadtesteket is. A területi hadtestek egyben a kiképzés és a sorozás alapegységeivé váltak. Eltérő súlyúak voltak. Bizonyos hadtestek kerületét (pl. a raguzait és a szarajevóit), megbízhatatlannak tekintették, mivel a bosnyák lakosság nem volt osztrák–magyar állampolgár. A lembergi és a przemyśli hadtestek kerülete viszont olyan stratégiai zónában feküdt, ahol különleges szabályok voltak érvényben. Beck-Rzikowsky évek munkájával fejlesztette a területi hadtesteket, az Oroszország elleni háború szempontjai szerint.
Az alig felépült hadi szervezetnek már 1885-ben ki kellett állnia az első próbát. Az Oszmán Birodalomhoz tartozó Filibében, Kelet-Rumélia fővárosában a bolgár lakosság felkelt a megszállók ellen. A helyi török kormányzót megdöntötték, és a bolgár fejedelmet kiáltották ki kormányzónak, Kelet-Ruméliát Bulgáriához csatolták. I. Milán szerb király, aki titkos szövetségi szerződést írt alá a Monarchiával, a felkelés mögött Oroszországot sejtette, aki Szerbia rovására akarja megvalósítani Nagy-Bulgáriát. A szerb hadsereg megtámadta Bulgáriát és Szófia ellen vonult, de a bolgár hadsereg súlyos vereséget mért rá, és most ők indultak Belgrád felé. Beck-Rzikowsky elrendelte a részleges mozgósítást, ultimátumot küldött a bolgároknak, akik erre leállították előrenyomulásukat. A Monarchia nagyhatalomként megtett lépése megmentette Szerbiát. Bár a mozgósítás csak néhány hadtestet érintett, nagyon gördülékenyen zajlott le, és a vezérkari főnök igazolva látta elképzeléseit.
Beck-Rzikowsky 25 éven át ténykedett a császári és királyi haderő vezérkari főnökeként, mindvégig élvezte az uralkodó feltétlen bizalmát, így komoly befolyást gyakorolhatott a vele egyidős Ferenc Józsefre. A haderő számtalan belső konfliktusát igyekezett kiegyensúlyozni, a személyi ellentéteket elegyengetni. Katonai szakkérdésekben higgadtan és óvatosan foglalt állást, megkeresve a középutat a liberálisabb gondolkodású modernizáló szándékok és az Albert Frigyes főherceg tábornagy körül felsorakozó konzervatív táborral szemben. Vezetése alatt fokozatosan a vezérkar a haderő tényleges főparancsnokságává vált, amely a Birodalmi Hadügyminisztériumnak már csak formálisan volt alárendelve.
1885-ben Beck-Rzikowskyt a Birodalmi Tanács felsőházának (Herrenhaus des Reichsrates) tagjává választották. Ebben az évben kezdeményezte Közép-Európa egységes térképének (Generalkarte) elkészítését, ez a nagy munka később 1:200.000 léptékarányban el is készült. Beck-Rzikowsky rendelte el a fotogrammetriai felvételi eljárás bevezetését a katonai térképészetbe, a hegy- és vízrajzi térképek elkészítéséhez. 1889 januárjában táborszernaggyá léptették elő. 1899-ben Alfred Redl vezérkari századost ő küldte nyelvtanfolyamra Oroszországba. A Kazanyból visszatérő Redl 1900-tól a katonai hírszerző és kémelhárító szolgálatnál, az Evidenzbureau-ban dolgozott, igen eredményesen. (Csak egy évtizeddel később, 1912-ben jutottak annak nyomára, hogy 1903 után már az orosz hírszerző szolgálatnak kémkedett).
1893-ban kitüntették a Porosz Királyság Fekete Sas-rendjével.
Beck-Rzikowsky hivatali idejének utolsó évei a századforduló környékén békésebb szervező munkával teltek. A katonai technológia és a logisztika (közlekedés, szállítás) rendszerének fejlesztése volt soron. Emellett 1889-ben kidolgozta a haderőtörvényt, amely a Monarchia 1918-as széthullásáig érvényben maradt és 23 éven át meghatározta az újoncozás rendszerét. De az emberutánpótlás már nem felelt meg egy európai nagyhatalom igényeinek. A nagyhatalmi státus fenntartása és a Hadügyminisztérium költségvetése között borotvaélen kellett táncolni, Beck-Rzikowskynak és követőinek is.
1895-ben Albert főherceg elhunyt. Utódja a főhadparancsnoki poszton a trónörökös lett, a császár legidősebb unokaöccse, Ottó Ferenc főherceg, majd egy évvel később az ő öccse, Ferenc Ferdinánd főherceg. Beck-Rzikowsky volt a Birodalom legfontosabb katonai személyisége, hivatala egyelőre nyugodtan dolgozhatott. Az idős tábornagy azonban már nem tudta követni a technológia felgyorsult fejlődését. A hadsereg nehézfegyverzete elavult, új fegyverek, új hadihajók tervezése vált szükségessé, megjelentek a tengeri-szárazföldi kombinált hadviselés új módozatai, amelyekre Beck-Rzikowsky már alig figyelt.

### Leváltása
1903-ban Ferenc Ferdinánd főherceg a cs. és kir. haderő főfelügyelője a Hadiflotta főfelügyelőjeként, Beck-Rzikowsky táborszernaggyal együtt Dalmáciában megszemlélt egy partraszállási gyakorlatot. Ennek szánalmas eredménye arra késztette, hogy azonnal jelentést tegyen a császárnak, amelyben leírta a hadsereg gyatra állapotát, és radikális reformokat, új szellemű dinamikus vezetőt követelt. Ferenc Ferdinánd a 76 éves Beck-Rzikowsky leváltását kívánta a vezérkari főnökségről.
Hosszas huzavona után 1906 októberében a császár engedett a trónörökös követelésének és leváltotta Beck-Rzikowskyt. Helyére Ferenc Ferdinánd saját „árnyékkabinetjének” egyik tagját, Franz Conrad von Hötzendorf altábornagyot ajánlotta, akit Jenő főherceg is támogatott. Conrad megkapta a kinevezést, és a nagy Beck-Rzikowsky méltó utódjának bizonyult. Az idős tábornagy mindvégig a vele egyidős császár bizalmasa maradt. A köznyelv ironikusan „alcsászárnak” (Vizekaiser) nevezte. Hosszú évtizedekig tartó megbízható szolgálatát az uralkodó azzal ismerte el, hogy grófi rangra emelte őt, és kinevezte egyik kedves testőrgárdája, a „K.u.K. Erste Arcièren-Leibgarde” főkapitányának.

### Utolsó évei
1916. február 26-án Beck-Rzikowsky táborszernagy megkapta az 1915 szeptemberében újonnan létrehozott vezérezredesi (Generaloberst) rangot, de sohasem nevezték ki tábornaggyá. 1917 januárjában nyugalomba vonult. 1920. február 9-én hunyt el Bécsben.
Azonos nevű rokonát, gróf Friedrich von Beck-Rzikowsky ezredest 1915 májusában a XI. hadtest vezérkari főnökének jelölték, Franz Riml vezérőrnagy helyére, de csak júliusig maradhatott posztján, aztán át kellett adnia helyét Josef Trauttweiler von Sturmheg ezredesnek.